# Franciszek Musiał
Franciszek Musiał (ur. 13 września 1900 w Roszczkach, zm. 12 listopada 1973 w Margoninie) – żołnierz niemieckiej marynarki i armii wielkopolskiej i starszy sierżant – bosman w Marynarce Wojennej II RP, uczestnik powstania wielkopolskiego i wojny polsko–bolszewickiej, kawaler Orderu Virtuti Militari.

## Życiorys
Urodził się 13 września 1900 w Roszakach w pow. szamotulskim, w dawnym woj. poznańskim, w rodzinie Jakuba i Marianny z Koputów. Wcielony do niemieckiej marynarki w lipcu 1918. Od grudnia 1918 żołnierz armii wielkopolskiej ranny pod Rynarzewem w lutym 1919. W latach 1919–1921 jako bosman we Flotylli Pińskiej, a następnie od sierpnia 1920 we Flotylli Wiślanej, gdzie dowodził oddziałem motorówek. Za obronę przeprawy pod Płockiem odznaczony Orderem Virtuti Militari. Po zakończeniu służby w wojsku pracował w leśnictwie. W 1940 wysiedlony przez okupanta do woj. kieleckiego. Należał do ZWZ–AK jako dowódca placówki. W latach powojennych prześladowany przez UB. Zmarł 12 listopada 1973 w Margoninie.
Jego synem jest Tadeusz Musiał, od 2001 r. prezes Towarzystwa Pamięci Powstania Wielkopolskiego.

## Ordery i odznaczenia
- Krzyż Srebrny Orderu Wojskowego Virtuti Militari nr 3865 (30 VIII 1920)[1][5]
- Krzyż Walecznych[6]
- Medal Niepodległości[6]